# Montereale Valcellina
Montereale Valcellina é uma comuna italiana da região do Friuli-Venezia Giulia, província de Pordenone, com cerca de 4.638 habitantes. Estende-se por uma área de 67,8 km², tendo uma densidade populacional de 69 hab/km². Faz fronteira com Andreis, Aviano, Barcis, Maniago, San Quirino.

## Demografia
| Variação demográfica do município entre 1861 e 2011                               |
|                                                                                   |
| Fonte: Istituto Nazionale di Statistica (ISTAT) - Elaboração gráfica da Wikipedia |